# 仙台市野草園
仙台市野草園（せんだいしやそうえん）は、宮城県仙台市太白区の大年寺山公園内に位置する植物園で、東北地方に生える野草を中心に植栽されている。仙台市からの委託により、（公財）仙台市公園緑地協会が管理している。日本植物園協会加盟園。

## 概要
東北地方に生える野草を中心に、高山から水辺まで、さまざまな環境に生える野草を植栽する。
大年寺山の北西側斜面、標高64.0mから117.1mに広がる。園内の北東に針葉樹、南東に高山植物、中央西側に芝生広場、その南側に屋内展示を行う野草館を置き、低い谷間に池を造って水辺の植物、中央付近にはツバキやナラ類など広葉樹を植える。園路に「萩のトンネル」や水琴窟、彫刻等を点々と配する。年間を通じてさまざまな催しがあり、特に秋の萩まつりが知られる。面積は9.5ha。草本500種・木本370種。
入園料は大人200円、子供50円で、野草館の利用は無料。開園期間は3月20日から11月30日（無休）だが、野草館は通年利用できる（12月28日?翌1月4日休館）。入園券は野草館内で販売している。野草館には市民が利用できる企画展示室や図書室（「叢林文庫」）、喫茶店などがある。

## 歴史
野草園は、学者の加藤多喜雄が、弟の加藤陸奥雄とともに仙台市に持ち込んだ構想に起源を持つ。加藤は、戦災復興が急速に進む仙台で、かつて街中にあった野草が消えつつあることを憂え、20万坪の敷地を持ち入場者が自由に野草を採集できる場所を作ることを考えた。当時の岡崎栄松仙台市長は、折りよく1949年（昭和24年）に取得した茂ヶ崎（大年寺山）4万坪を提供すると答えた。
大年寺山は旧仙台藩主の伊達氏の所有地であったが、そこから国に売却され、少年院が作られる予定であった。しかし、それでは風致地区に指定された山に一般の人々が立ち入れなくなるとして住民が反対運動を起こし、仙台市が取得することになった。その土地の森林はそのまま手をつけずに残し、一部の土地をNHK放送所に貸し、残る部分を市民の散策場所などに活用しようというところに、野草園の構想が持ち込まれたのである。
加藤はその程度の面積では普通の植物園にするしかなく、植物群落を形成させ、自由に採集できるようにすることはできないと考えて引き下がった。しかし岡崎はあきらめず、半年がかりで加藤を口説き落とし、野草園の計画をスタートさせた。
9月14日に野草園建設に向けた最初の会合があり、名称を野草園にすることに決まった。1951年（昭和26年）3月23日から工事が始まり、荒地になっていたところを失業対策事業の労務者約9000人が中心になって人力で造成した。これには、当時近接していた東北少年院生350人が力を貸した。野草採集には、仙台野草の会会長の中村彪の指導により、市の職員のほか、仙台野草の会の会員、宮城県農業高等学校生物班の120人、仙台高等学校生物部の30人らが協力し、仙台市立愛宕中学校の生徒も除草を手伝った。
| 年度 | 入場者総数 | 一般    | 団体   | 無料   |
| ---- | ---------- | ------- | ------ | ------ |
| 1954 | 3 7978     | 2 3307  | 1 4671 | -      |
| 1960 | 9 7918     | 7 0857  | 2 7061 | -      |
| 1970 | 12 8415    | 10 6045 | 2 2370 | -      |
| 1980 | 15 0535    | 9 6210  | 1 5473 | 3 8852 |

仙台市野草園は、1954年（昭和29年）7月21日に開園した。入場料は大人10円、子供5円であった。仙台市では初めての植物園で、地元に生えている野草を集めた植物園は当時日本に例がなかった。初年度の利用者は半年で3万8千人で、翌年以降入園者は順調に増え続けた。1950年代はいまだ自然保護の低調な時代で、1959年（昭和34年）にはヤマユリの球根500が盗まれ、池の魚の盗難もあった。時がたつにつれ野草園は市民の間で高く評価されるようになった。
発足当初の野草園は、建設局土木部土木課に属した。緑地課を経て1957年に土木局公園課の下につけられ、以後は公園課と所属変更をともにした。園の長ははじめ野草園主任と称したが、1971年（昭和46年）に園長と改称した。1980年（昭和55年）に仙台市公園管理事務所の下に置かれた。1993年（平成5年）に、仙台市は公園の管理を仙台市公園緑地協会に委託した。
2008年（平成20年）4月12日には一般市民向けの企画展示スペースを備えた新しい野草館がオープンした。園内にあった野草館が老朽化したため、場所を移して建て替え、園への入り口を兼ねさせたものである。これに伴い旧入園券売場は廃止され、野草館内で入園券を購入して入園する形になった。

### 年表
- 1950年（昭和25年）4月17日 - 加藤多喜雄が仙台市長に申し入れ。
- 同年9月14日 - 関係者の最初の打ち合わせ。野草園の名称決定。
- 1951年（昭和26年）3月23日 - 起工式。
- 同年7月21日 - 開園。建設局土木部土木課に属し、初代野草園主任に鈴木光三。
- 1956年（昭和31年） - 建設局土木部緑地課に所属変更。
- 1957年（昭和32年） - 土木局公園課に所属変更。
- 1958年（昭和33年）9月12日から14日 - 第1回萩まつり。
- 1959年（昭和34年） - 建設局公園課に所属変更。
- 同年- ヤマユリの球根大量盗難。
- 1965年（昭和40年） - 第2代野草園主任に菅野邦雄。
- 1966年（昭和41年） - 建設局計画部公園課に所属変更。
- 1967年（昭和42年）4月 - 野草館新築。
- 1971年（昭和46年） - 野草園主任を園長と改称。
- 1972年（昭和47年） - 緑地部公園課に所属変更。
- 1980年（昭和55年） - 公園管理事務所に所属変更。
- 1993年（平成5年） - 仙台市公園緑地協会に管理委託。
- 2000年（平成12年） - 仙台市が「わがまち緑の名所100選」の一つに野草園を選んだ[8]。
- 2008年（平成20年）4月12日 - 新野草館の開館。旧入口廃止。

## 萩まつり
年間を通じて様々な行事・企画がある中で、萩まつりがもっとも良く知られている。仙台市は、市内に昔の歌枕「宮城野の萩」の宮城野を抱え、市の花を「萩」とする。宮城県の花はミヤギノハギで、他にセンダイハギがあるなど、萩と繋がりが深く、園内にも萩のトンネルがある。
第1回の萩まつりは1958年（昭和33年）に開催された。来場者にふるまわれる萩茶は、第1回から改良を重ねたものである。期間中の日曜・祝日には、琴や尺八などによる邦楽の演奏や、「花の詩の集い」と称する仙台フィルハーモニー管弦楽団との合唱などが開催される。例年、定禅寺ストリートジャズフェスティバルと開催日程が重なる。

## アクセス
- 仙台市営バス：JR仙台駅西口バスプール6番より「野草園前行」に乗車し終点で下車（所要約20分）。徒歩1分。
  - ただし、X610系統として、「野草園前・東北工大長町キャンパス経由長町四丁目・長町営業所行き」もある。
    - 長町駅ないしは長町南駅から乗る場合は、X610系統の逆ルートとなるため、各バスプールよりS610ないしはK610系統に乗車し、「野草園前」で下車。
- 駐車場：30台（無料）